# Grammy Award para melhor vocal pop colaborativo
O Grammy Award para Best Pop Collaboration with Vocals foi uma das categorias dos Grammy Awards, uma cerimónia criada em 1958, concedido aos artistas participantes de obras colaborativas (de dois ou mais artistas) de qualidade, do gênero musical Pop.
| “ | "novas colaborações musicais do gênero Pop (...) que normalmente não performam juntos." | ” |

As várias categorias são apresentadas anualmente pela National Academy of Recording Arts and Sciences dos Estados Unidos em "honra da realização artística, proficiência técnica e excelência global na indústria da gravação, sem levar em conta as vendas de álbuns ou posições nas tabelas musicais".
A categoria foi apresentada primeiramente em 1994, na 37ª edição, quando Al Green e Lyle Lovett sagraram-se vencedores com a canção "Funny How Time Slips Away".
Em 1997, Nat King Cole e Natalie Cole - pai e filha - vencerão a categoria com uma reedição do dueto "When I Fall in Love", originalmente gravado por Nat King, sendo uma das suas canções marcantes. Em cinco ocasiões, um artista foi indicado duas vezes no mesmo ano por obras distintas. Em 1998, Barbra Streisand recebeu indicações pelas canções "I Finally Found Someone" (com Bryan Adams) e "Tell Him" (com Céline Dion). Santana foi indicado em 2000 pelas canções "Love of My Life" (com Dave Matthews) e "Smooth" (com Rob Thomas), vencendo por esta última. Em 2002, Christina Aguilera foi indicada juntamente com Ricky Martin por "Nobody Wants to Be Lonely", mas venceu pela reedição da consagrada "Lady Marmalade". E 2005, Ray Charles foi duplamente indicado por "Sorry Seems to Be the Hardest Word" e "Here We Go Again" juntamente com Elton John e Norah Jones, respectivamente. Em 2010, Colbie Caillat foi duplamente indicada por "Breathe (canção de Taylor Swift)" e "Lucky" com Taylor Swift e Jason Mraz, respectivamente. Charles e Caillat receberam o prêmio por suas indicações duplas.
Alison Krauss, Van Morrison, P!nk, Robert Plant e Santana venceram o prêmio duas vezes. Krauss e Plant são a única dupla a vencer mais de uma vez, assim como vencer consecutivamente. Christina Aguilera e Stevie Wonder compartilham o recorde de maior número de indicações, com seis cada.
O prêmio foi retirado em 2012, em meio às reformas das categorias (redução do número), sendo as performances colaborativos Pop mescladas com outras categorias em grupo (“Best Pop Performance By A Duo Or Group With Vocals” e “Best Pop Instrumental Performance”) na nova categoria Melhor Dueto Pop ou Melhor Performance em Grupo (do inglês Best Pop Duo/Group Performance). O último vencedor da categoria, na 53ª edição em 2011, foi uma reedição da canção "Imagine", originalmente composta e gravada por John Lennon.

## Vencedores e indicados
| Ano  | Artistas                                                                      | Obra                                   | Indicados | Referência |
| ---- | ----------------------------------------------------------------------------- | -------------------------------------- | --- | ---------- |

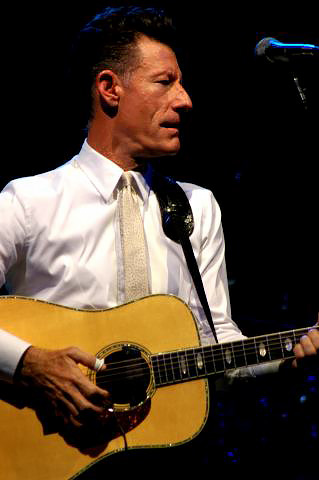
Lyle Lovett (juntamente com Al Green) foi o primeiro vencedor, em 1995.

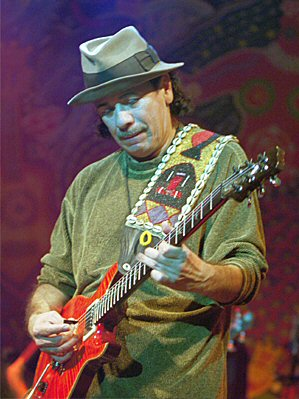
Santana, vencedor em 2000 e
2003.

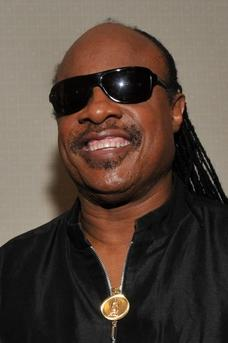
Stevie Wonder possui seis indicações à categoria.

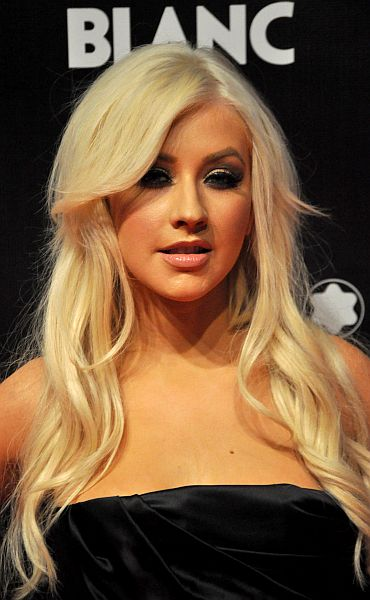
Christina Aguilera, seis vezes indicada e vencedora em 2002.

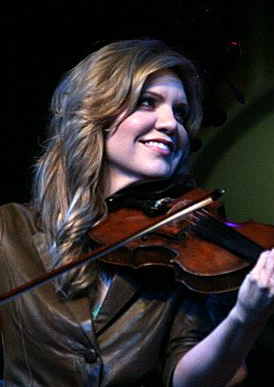
Alison Krauss, vencedora da categoria por duas vezes.

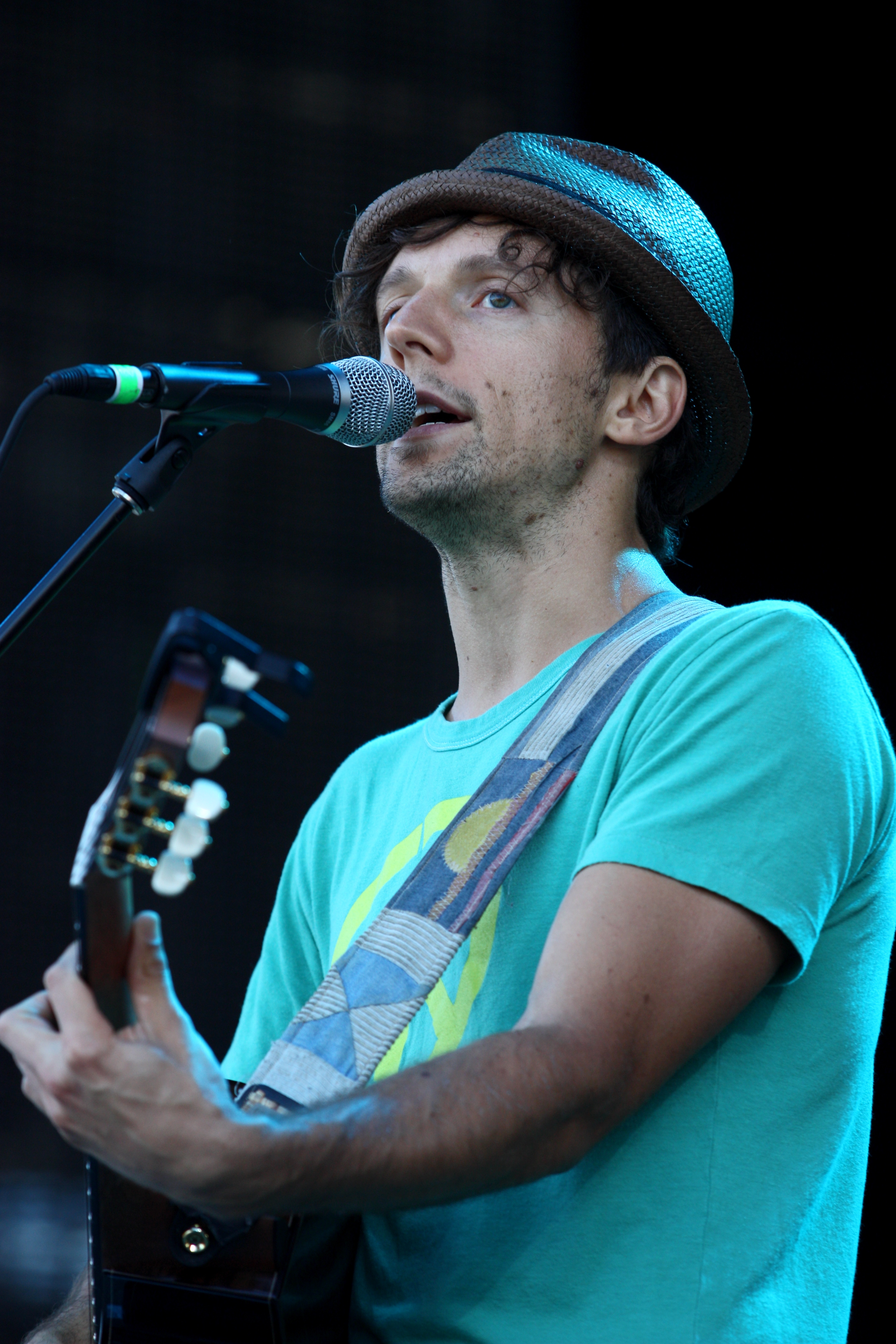
Jason Mraz, vencedor da categoria em 2010.

| 1995 | Al Green e Lyle Lovett                                                        | "Funny How Time Slips Away"            | - Bryan Adams, Rod Stewart e Sting – "All for Love" - Tony Bennett e k.d. lang – "Moonglow" - John Mellencamp e Me'shell Ndegeocello – "Wild Night" - Luther Vandross e Mariah Carey – "Endless Love" | [ 8 ]      |
| 1996 | The Chieftains e Van Morrison                                                 | "Have I Told You Lately"               | - Jon B. e Babyface – "Someone to Love" - Anita Baker e James Ingram – "When You Love Someone" - Mariah Carey e Boyz II Men – "One Sweet Day" - Michael Jackson e Janet Jackson – "Scream" | [ 9 ]      |
| 1997 | Natalie Cole e Nat King Cole                                                  | "When I Fall In Love"                  | - Burt Bacharach e Elvis Costello – "God Give Me Strength" - Brandy, Tamia, Gladys Knight e Chaka Khan – "Missing You" - Whitney Houston e CeCe Winans – "Count On Me" - Sting, John McLaughlin, Dominic Miller e Vinnie Colaiuta – "The Wind Cries Mary" - Frank Sinatra e Luciano Pavarotti – "My Way" | [ 10 ]     |
| 1998 | John Lee Hooker e Van Morrison                                                | "Don't Look Back"                      | - Babyface e Stevie Wonder – "How Come, How Long" - Tony Bennett e Billie Holiday – "God Bless the Child" - Bryan Adams e Barbra Streisand – "I Finally Found Someone" - Barbra Streisand e Celine Dion – "Tell Him"                                                                                     | [ 11 ]     |
| 1999 | Elvis Costello e Burt Bacharach                                               | "I Still Have That Other Girl"         | - Babyface e Stevie Wonder – "How Come, How Long" - Jackson Browne e Bonnie Raitt – "Kisses Sweeter than Wine" - Celine Dion e R. Kelly – "I'm Your Angel" - Van Morrison e The Chieftains – "Shenandoah"                                                                                                | [ 12 ]     |
| 2000 | Santana e Rob Thomas                                                          | "Smooth"                               | - Celine Dion e Andrea Bocelli – "The Prayer" - Whitney Houston e Mariah Carey – "When You Believe" - 'N Sync e Gloria Estefan – "Music of My Heart" - Santana e Dave Matthews – "Love of My Life" | [ 13 ]     |
| 2001 | B.B. King e Dr. John                                                          | "Is You Is, or Is You Ain't (My Baby)" | - Mariah Carey, Joe e 98 Degrees – "Thank God I Found You" - Sheryl Crow e Sarah McLachlan – "The Difficult Kind" - Celine Dion e Frank Sinatra – "All the Way" - Lauryn Hill e Bob Marley – "Turn Your Lights Down Low"                                                                                 |            |
| 2002 | Christina Aguilera, Lil' Kim, Mýa e P!nk                                      | "Lady Marmalade"                       | - Christina Aguilera e Ricky Martin – "Nobody Wants to Be Lonely" - Tony Bennett e Billy Joel – "New York State of Mind" - Brian McKnight e Justin Timberlake – "My Kind of Girl" - Shaggy e Rikrok – "It Wasn't Me"                                                                                     |            |
| 2003 | Santana e Michelle Branch                                                     | "The Game of Love"                     | - Christina Aguilera e Redman – "Dirrty" - India.Arie e Stevie Wonder – "The Christmas Song" - Tony Bennett e k.d. lang – "What a Wonderful World" - Sheryl Crow e Don Henley – "It's So Easy" - Natalie Cole e Diana Krall – "Better Than Anything"                                                     |            |
| 2004 | Sting e Mary J. Blige                                                         | "Whenever I Say Your Name"             | - Christina Aguilera e Lil' Kim – "Can't Hold Us Down" - Tony Bennett e k.d. lang – "La vie en rose" - Bob Dylan e Mavis Staples – "Gonna Change My Way of Thinking" - Pink e William Orbit – "Feel Good Time"                                                                                           |            |
| 2005 | Ray Charles e Norah Jones                                                     | "Here We Go Again"                     | - Johnny Cash e Joe Strummer – "Redemption Song" - Ray Charles e Elton John – "Sorry Seems to Be the Hardest Word" - Paul McCartney e Eric Clapton – "Something" - Stevie Wonder e Take 6 – "Moon River"                                                                                                 |            |
| 2006 | Gorillaz e De La Soul                                                         | "Feel Good Inc."                       | - The Black Eyed Peas e Jack Johnson – "Gone Going" - Foo Fighters e Norah Jones – "Virginia Moon" - Herbie Hancock e Christina Aguilera – "A Song for You" - Stevie Wonder e India.Arie – "A Time to Love"                                                                                              |            |
| 2007 | Tony Bennett e Stevie Wonder                                                  | "For Once in My Life"                  | - Mary J. Blige e U2 – "One" - Sheryl Crow e Sting – "Always on Your Side" - Nelly Furtado e Timbaland – "Promiscuous" - Shakira e Wyclef Jean – "Hips Don't Lie" |            |
| 2008 | Robert Plant e Alison Krauss                                                  | "Gone Gone Gone (Done Moved On)"       | - Tony Bennett e Christina Aguilera – "Steppin' Out" - Beyoncé e Shakira – "Beautiful Liar" - Gwen Stefani e Akon – "The Sweet Escape" - Timbaland, Nelly Furtado e Justin Timberlake – "Give It to Me"                                                                                                  |            |
| 2009 | Robert Plant e Alison Krauss                                                  | "Rich Woman"                           | - Alicia Keys e John Mayer – "Lesson Learned" - Madonna, Justin Timberlake e Timbaland – "4 Minutes" - Maroon 5 e Rihanna – "If I Never See Your Face Again" - Jordin Sparks e Chris Brown – "No Air" |            |
| 2010 | Jason Mraz e Colbie Caillat                                                   | "Lucky"                                | - Rosanne Cash e Bruce Springsteen – "Sea of Heartbreak" - Ciara e Justin Timberlake – "Love Sex Magic" - Willie Nelson e Norah Jones – "Baby, It's Cold Outside" - Taylor Swift e Colbie Caillat – "Breathe (canção de Taylor Swift)"                                                                   |            |
| 2011 | Herbie Hancock, P!nk, India.Arie, Seal, Konono Nº1, Jeff Beck e Oumou Sangaré | "Imagine"                              | - B.o.B, Eminem e Hayley Williams – "Airplanes Part II" - Elton John e Leon Russell – "If It Wasn't for Bad" - Lady Gaga e Beyoncé – "Telephone" - Katy Perry e Snoop Dogg – "California Gurls" | [ 14 ]     |